# Puerto de Palos
El puerto de Palos fue el antiguo puerto fluvial de Palos de la Frontera (Huelva - España) del que partió, el 3 de agosto de 1492, la expedición que, posteriormente, supuso la llegada europea a América. Dirigida por Cristóbal Colón y los hermanos Pinzón, al mando de las carabelas Pinta, Niña y la Nao La Santa María.
Es uno de los lugares incluidos en el conjunto histórico artístico de los Lugares Colombinos, al haber tenido especial relevancia en el Primer viaje de Colón, al ser el lugar donde se preparó y pertrechó la expedición a América. Como se sabe, en el siglo XIII, las rutas de comercio entre Europa y Asia estaban bloqueadas a causa de las Cruzadas.

## Estructura
Era un puerto natural situado a orillas de una ensenada del río Tinto, denominada Canal de Palos, en el municipio de Palos de la Frontera. En coordenadas geográficas el sitio arqueológico se ubica en: 37°13'40″ N, 6°53'36″ W. 
Estaba a salvo de los vientos y alejado de las corrientes. La ensenada a cuyas orillas se situaba tenía un calado de entre 6 y 8 metros lo que permitía el fondeado de embarcaciones tipo nao y carabela.
El puerto estaba conformado por la alota, el alfar, los astilleros y la fuente la Fontanilla.
La alota del puerto estaba formada por una gran nave central dividida en tres partes: la taberna con estructuras de combustión y orzas; el almacén y la fonda; junto a ellas aparece un gran muro, donde se supone se apilaban los ladrillos y las tejas. Tiene una superficie de 600 metros cuadrados. También existe una habitación adicional en la alota, construcción destinada a transacciones comerciales, almacén y pernocta. Allí también se ubicaba la sala de torneado, para dar forma a las piezas que se cocían después en los hornos. Y junto al edificio, un pozo del que se sacaba el agua necesaria para el proceso. Igualmente, se han descubierto muros de adobe entre la alota y la ensenada donde se encontraba la ría, pavimentos de distinto tipo, canalizaciones, nuevos testares (depósitos de pruebas de producción), hasta cuarenta en total, y una partida intacta de más de noventa conos (envases) para la comercialización de azúcar.
El alfar estaba formado por doce hornos; uno de alimentos; uno de cal; dos grandes hornos de ladrillos y teja de hasta 4,4 metros, calculándose unos tres mil ladrillos por hornada, una calera intacta y un pequeño horno laboratorio y varios más. Se estima que pueden existir otros cinco más por descubrir. Todos los hornos tienen cerca sus correspondientes testares, donde se acumulaba la cerámica desechada. Ocupa una superficie de 800-1000 metros cuadrados. El alfar descubierto es el más completo y mejor conservado de Europa, de los siglos XV y XVI.

Se desconoce la ubicación exacta del astillero, ya que la madera que la formaba ha desaparecido.
La Fontanilla era la fuente pública cercana al puerto -actualmente está cegado el manantial- donde se abastecían de agua las habituales embarcaciones de cabotaje, pesca, comercio, así como las naves de Colón antes de su partida.

## Historia
Era un puerto próspero ya a principios del siglo XV, siendo de los más importantes del litoral andaluz. De él salía loza de mesa, ladrillos y tejas para buena parte de Europa y, además, los marinos palermos habían conseguido de la reina Isabel patente de corso para sus incursiones en Guinea. En su alota se localizaba el bodegón, la fonda y el almacén en los que se establecían los contactos comerciales, y además servía de aduana y recaudaba los tributos señoriales.
La conquista de América fue el punto de inflexión que provocó el desplome en la población del municipio, en torno a un -43 %, y el consiguiente descenso en la actividad del puerto. La creación de la Casa de la Contratación de Indias en 1503 en Sevilla supuso el principio de la decadencia del puerto de Palos, que se abandonó definitivamente a finales del siglo XVI. A principios del siglo XVII quedó cubierto y sepultado por la erosión climatológica de la colina a cuyos pies se localiza.
Desde entonces ha estado sepultado, hasta que en 1992 investigadores de la Junta de Andalucía localizaron su ubicación, en la prospección geotécnica que realizó en la ensenada del río Tinto, dentro de las actuaciones por la Celebración del V Centenario del Descubrimiento de América. Esos trabajos se concretaron en un estudio previo que ha servido de base, para que el equipo de investigación arqueológica, financiado por un convenio de colaboración entre el Ayuntamiento de Palos de la Frontera y la Universidad de Huelva, iniciaron los trabajos en junio de 2014 Proyecto de investigación del Puerto Histórico de Palos.